# Kakukkbagoly
A kakukkbagoly (Ninox novaeseelandiae) a madarak osztályának bagolyalakúak (Strigiformes) rendjéhez, a bagolyfélék (Strigidae) családjához tartozó faj.

## Rendszerezése
A fajt Johann Friedrich Gmelin német természettudós írta le 1788-ban, a Strix nembe Strix novaeseelandiae néven. Nevét kakukkra hasonlító hangja után kapta.

## Alfajai
- új-zélandi kakukkbagoly Ninox novaeseelandiae novaeseelandiae (J. F. Gmelin, 1788) - Új-Zéland Északi- és Déli- szigete
- tasmán kakukkbagoly Ninox novaeseelandiae leucopsis (Gould, 1838) - Tasmania
- Lord Howe-szigeti kakukkbagoly (Ninox novaeseelandiae albaria) (E. P. Ramsay, 1888) - Lord Howe-sziget, kihalt az 1950'-es években
- norfolk-szigeti kakukkbagoly (Ninox novaeseelandiae undulata) (Latham, 1801) - Norfolk-sziget, kihalt.

## Előfordulása
Az Ausztráliához tartozó Tasmanián és pár apró szigeten, valamint Új-Zéland területén honos. Természetes élőhelyei a mérsékelt övi erdők és cserjések, szántóföldek, vidéki kertek és városi régiók. Állandó, nem vonuló faj.

## Megjelenése
Testhosszúsága 29 centiméter, testtömege 179-216.

## Életmódja
Kisebb emlősökkel és rovarokkal táplálkozik.

## Szaporodása
Béleletlen faodvakban fészkel. Fészekalja 2-3 tojásból áll. A tojó egyedül költi ki a tojásokat, a hím is segít a fiókák táplálásában.
|  |  |

## Természetvédelmi helyzete
Az elterjedési területe nagyon nagy, egyedszáma pedig stabil. A Természetvédelmi Világszövetség Vörös listáján nem fenyegetett fajként szerepel.